# USA's invasion af Panama
USA's invasion af Panama 20. december 1989, også kaldt Operation Just Cause, var et vellykket forsøg på at styrte landets leder, hærchefen Manuel Noriega. Noriega blev hærchef og Panamas egentlige leder i 1984. Oppositionskandidaten Guillermo Endara vandt valget i maj 1989, men Noriega annullerede det. Det resulterede i, at USA invaderede Panama. Noriega blev taget til fange og udleveret til USA. Endara blev indsat som præsident. USA trak sine styrker ud af Panama 31. januar 1990.
- Wikimedia Commons har flere filer relateret til USA's invasion af Panama

| Historie | Spire Denne historieartikel er en spire som bør udbygges. Du er velkommen til at hjælpe Wikipedia ved at udvide den. |